# Custom (motociclismo)

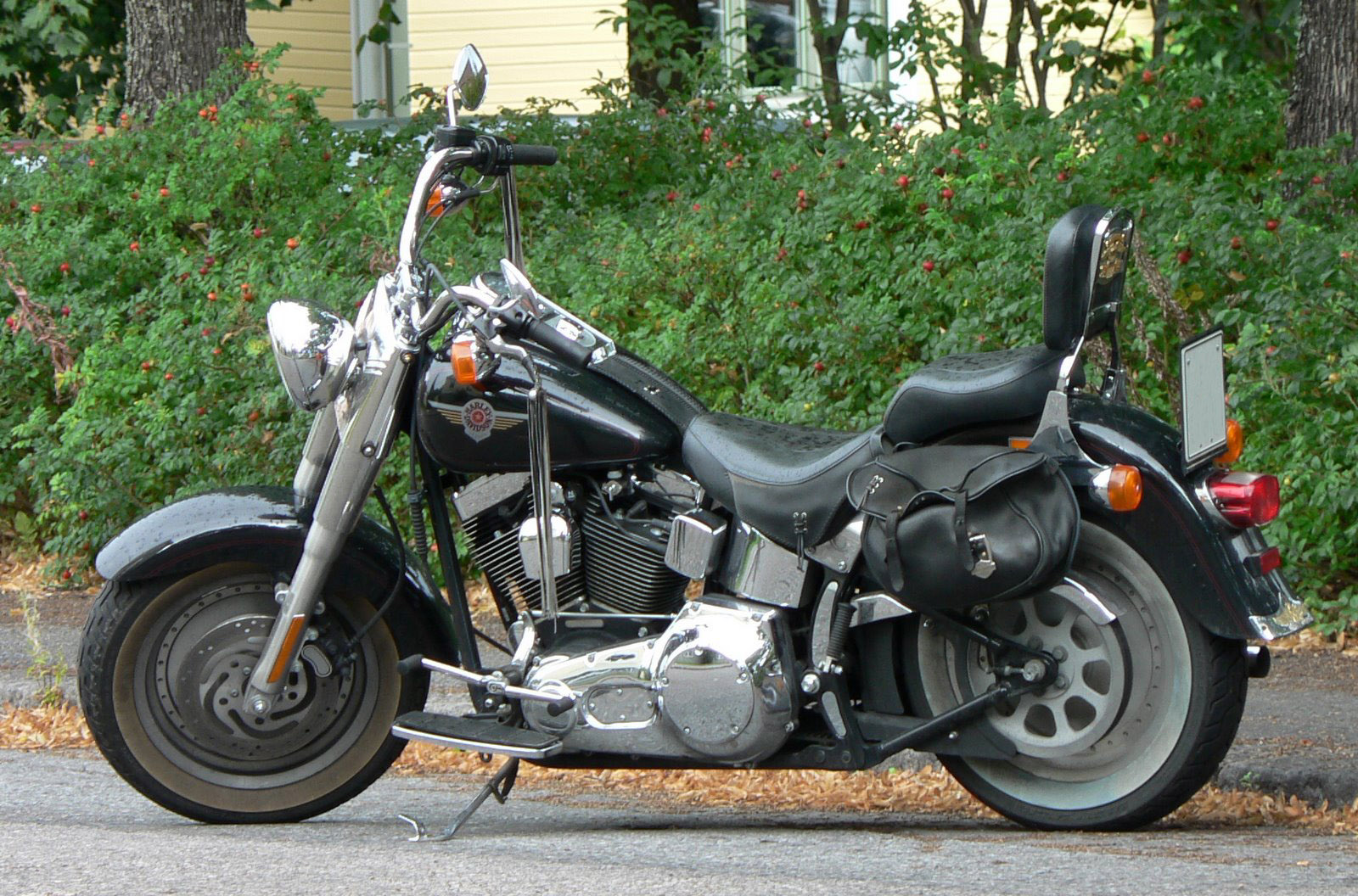
Una Harley-Davidson

Le moto custom sono motociclette con modifiche stilistiche e/o strutturali rispetto alla serie di produzione principale.
Già negli Stati Uniti all’inizio del XX secolo, fin dai primi giorni del motociclismo, i motociclisti individuali hanno modificato l’aspetto delle loro moto. Le prime motociclette specificamente etichettate come “custom” sono apparse però solo alla fine degli anni '50, circa nello stesso periodo in cui il termine è stato applicato alle auto personalizzate . Da lì in avanti, la modifica personalizzata del proprio motoveicolo è divenuto uno stile di vita, un fenomeno culturale, piuttosto che una mera applicazione tecnica .
Già dagli anni '20, alcuni appassionati iniziarono ad effettuare la pratica del bob-job (o bobbing), locuzione proveniente dal termine bobtail, una abbreviazione di bobbed tail, traducibile letteralmente come coda mozzata (pratica a cui venivano spesso sottoposti cani Bobtail): questo, a causa dell'atto di smontare le motociclette fino all'osso per ridurne il peso e renderle più semplici, tipicamente partendo dalla carena anteriore. Il risultante aspetto caratteristico ha portato ad identificare un certo stile personalizzato nelle così dette moto bobber . Più tardi, negli anni sessanta, altre modifiche caratteristiche hanno iniziato a far risaltare il termine chopper: le moto inizialmente furono in quantità principale delle Harley-Davidson, che, oltre a ricevere modifiche di bobbing, avevano le particolarità dell'inclinazione e allungamento della forcella anteriore, nonché di avere una sella bassa. La ribalta dello stile chopper è notoriamente associata al film del 1969, intitolato Easy Rider, in cui uno dei protagonisti (Peter Fonda) guida un chopper chiamato Capitan America.
Nel corso del tempo diversi customizers si sono specializzati sia nella costruzione di pezzi unici, alcuni esposti dopo anni come vere e proprie opere d'arte, inoltre club motociclistici hanno iniziato a produrre versioni customizzate di diverse moto in commercio, formando delle vere e proprie industrie anche sulla base di singoli costruttori (Arlen Ness ). Ad oggi, una tra le più celebri aziende produttrici è la Orange County Choppers situata a Orange County. L'azienda ha acquistato molta notorietà grazie al programma American Chopper. La customizzazione è un processo semplificato nel caso si lavori sulle moto di alcuni produttori, come Harley, Triumph e BMW, che offrono un vasto assortimento di parti personalizzate per molte delle loro vetture: di conseguenza, sebbene sia possibile teoricamente customizzare qualsiasi motoveicolo, alcune moto sono comunemente consigliate per il custom.
Molte aziende produttrici di motociclette hanno iniziato a mettere a disposizione un catalogo in produzione limitata, con caratteristiche customizzate direttamente dalla casa produttrice.